# Бухарский, Андрей Иванович
Андре́й Ива́нович Буха́рский (1767, по другим сведениям 1770—1833, Вильна) — сенатор, тайный советник; русский поэт и популярный драматург конца XVIII века.

## Биография

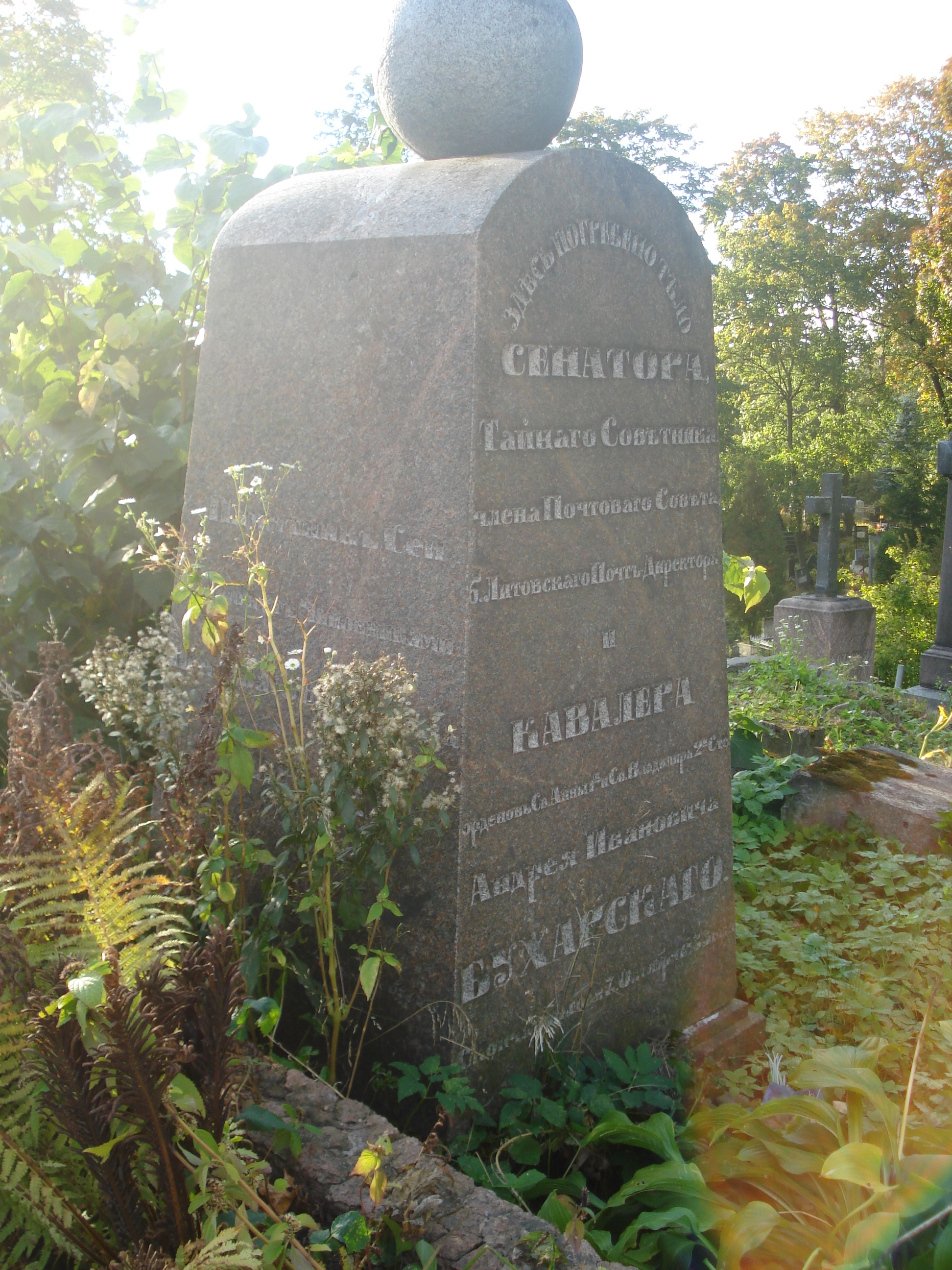
Надгробие на Евфросиниевском кладбище

Происходит из обедневшего дворянского рода. Получил домашнее образование. В 1775 году был записан в Преображенский полк. В чине капитана в 1787 году был переведён в Невский пехотный полк. В 1788 году вышел в отставку в звании майора.
В 1796 году поступил на гражданскую службу. Был столоначальником при петербургских хлебных магазинах, секретарём Государственной экспедиции для свидетельства счётов, с 1801 года — правителем канцелярии главного директора почт. Поддерживал дружеские отношения с П. И. Богдановичем, И. А. Дмитревским, А. И. Клушиным, И. А. Крыловым, П. А. Плавильщиковым, И. П. Пниным.
С 1811 года жил в Вильне, до 1832 года занимая должность почт-директора Литовского почтамта. Состоял членом Комитета Виленского отделения Библейского общества, при содействии которого в 1816 году большим по тем временам тиражом в 5000 экземпляров был выпущен Новый Завет «на литовско-самогитском языке».
Похоронен на Евфросиниевском кладбище в Вильнюсе (Литва).

## Награды
- Орден Святого Владимира 3-й степени (4 июля 1817)[1]
- Орден Святой Анны 1-й степени (17 июля 1821)[2][3]
- Орден Святого Владимира 2-й степени (22 августа 1826)[2][4]
- Знак отличия за XXXV лет беспорочной службы (22 августа 1829)[2][5]

## Творчество
Автор од и комедий. В 1781 году была издана пьеса «Неумышленные ошибки» (перевод с французского языка). В 1795 году состоялась постановка комедии Бухарского «Плата тою же монетою», в 1797 — «Недоконченная картина». Был хорошо знаком с польской литературой.
К литературному творчеству в виленский период жизни не возвращался. Знакомый с Бухарским профессор российской словесности Виленского университета И. Н. Лобойко только после его смерти узнал о его прежних литературных занятиях.

## Сочинения
- Ода ея императорскому величеству великой государыне Екатерине Второй императрице и самодержице всероссийской: На взятие Очакова. От всеподданнейшаго Андрея Бухарскаго. СПб., 1789.